# Maureen Connolly Brinker International 1974
Maureen Connolly Brinker International 1974  — жіночий тенісний турнір, що проходив на закритих кортах з твердим покриттям Brookhaven Country Club у Далласі (США). Належав до серії USLTA Women's Circuit 1974. Відбувсь утретє і тривав з 5 до 10 березня 1974 року. Перша сіяна Кріс Еверт здобула титул в одиночному розряді й отримала за це 10 тис. доларів США.

## Фінальна частина

### Одиночний розряд
Кріс Еверт —  Вірджинія Вейд 7–5, 6–2
- Для Еверт це був 3-й титул в одиночному розряді за сезон і 26-й — за кар'єру.

### Парний розряд
Ісабель Фернандес де Сото /  Мартіна Навратілова —  Карен Крантцке /  Вірджинія Вейд 6–3, 3–6, 6–3

## Розподіл призових грошей
| Дисципліна       | П       | F      | ПФ     | ЧФ     | 1/8  | 1/16 |
| Одиночний розряд | $10,000 | $5,600 | $2,800 | $1,400 | $700 | $350 |